# Mormo olivescaria
Mormo olivescaria är en fjärilsart som beskrevs av Swinhoe 1897. Mormo olivescaria ingår i släktet Mormo och familjen nattflyn. Inga underarter finns listade i Catalogue of Life.